# Halling (cheval)
Halling (1991-2016) est un cheval de course pur-sang. Faisant carrière sous la casaque de Cheikh Mohammed puis celle de l'écurie Godolphin, il est élu cheval d'âge de l'année en Europe en 1996.

## Carrière de courses

Casaque de Cheikh Mohammed

Casaque de Godolphin

À le voir trainer sa misère dans trois tardifs petits maidens pour 3 ans disputés sur les champêtres hippodromes anglais de Yarmouth, Thirsk ou Windsor, difficile de voir en Halling le quintuple lauréat de groupe 1 qu'il sera deux ans plus tard, à la fin de sa carrière. Le poulain est tardif, c'est le moins que l'on puisse dire. Mais lorsque, paré de la casaque de l'une des plus grandes écuries au monde (celle de Cheikh Mohammed), sous les ordres du top entraîneur John Gosden et la selle du crack-jockey Lanfranco Dettori, il se présente au départ d'un petit handicap à Ripon au fin fond du nord de l'Angleterre, on se dit que le poulain n'est peut-être pas si mauvais qu'il en a l'air et on se méfie. À raison : favori de la course, Halling remporte sa première victoire. Envoyé s'endurcir à l'école des handicaps, avec ses charges de cavalerie (30 partants dans le Cambridge Handicap), le poulain se déclenche enfin et enquille trois victoires avant de s'envoler à Dubaï pour hiverner. Désormais, il défend les couleurs de la toute jeune écurie Godolphin, l'écurie de la famille Al Maktoum, et passe sous la responsabilité de l'entraîneur maison, Saeed bin Suroor.
Vainqueur aux derniers jours de décembre 1994, lauréat des deux manches de l'Al Maktoum Challenge au début de l'année suivante, Halling revient en Europe avec des ambitions. Et la confiance de son entourage qui n'hésite pas à le faire rentrer directement dans les prestigieuses Eclipse Stakes, premier tournoi entre certains des meilleurs 3 ans et leurs aînés. S'élançant à une cote de méfiance, il s'impose d'une encolure face à un champion en devenir, Singspiel. Premier vainqueur de groupe 1 pour l'écurie Godolphin, Halling a brutalement changé de dimension et confirme ses dispositions dans les International Stakes devant le très bon miler Bahri. Après huit victoires consécutives, et en ayant prouvé son aptitude au dirt à Nad Al Sheba, il se présente au départ de la Breeders' Cup Classic disputée à Belmont Park, où il doit affronter le phénoménal Cigar, qui reste lui sur onze victoires d'affilée. Mais il n'y a pas de match, Halling court mal et son jockey Walter Swinburn pose les mains en fin de parcours.   
En 1996, Halling entame à nouveau sa saison à Dubaï, avec une victoire, et retrouve encore Cigar au départ d'une épreuve nouvellement créée, la Dubaï World Cup, qui avec 10 millions de dollars d'allocation est la course la plus richement dotée au monde. Mais tandis que l'Américain poursuit son festival, le partenaire de Lanfranco Dettori sombre à nouveau, terminant dans le lointain. Finalement, Halling n'est jamais plus fort que sur le gazon européen et il le prouve en venant à Longchamp remporter le Prix d'Ispahan, en prélude à un fabuleux double doublé, puisqu'à l'été il s'adjuge une deuxième édition des Eclipse Stakes et une deuxième édition des International Stakes. En revanche il doit s'avouer vaincu face à la championne des 3 ans Bosra Sham dans les Champion Stakes et quitte la scène sur cet ultime fait d'armes, fort d'un titre de Cheval d'âge de l'année en Europe.    

### Résumé de carrière
| Date         | Hippodrome   | Pays        | Course                       | Statut      | Distance    | Jockey      | Place       | Écart       | Vainqueur ou deuxième |
| 1994, 3 ans  | 1994, 3 ans  | 1994, 3 ans | 1994, 3 ans                  | 1994, 3 ans | 1994, 3 ans | 1994, 3 ans | 1994, 3 ans | 1994, 3 ans | 1994, 3 ans           |
| ------------ | ------------ | ----------- | ---------------------------- | ----------- | ----------- | ----------- | ----------- | ----------- | --------------------- |
| 20 juillet   | Yarmouth     | Royaume-Uni | Maiden                       |             | 1 400 m     | L. Dettori  | 7e / 11     | 18          | Ingozi                |
| 30 juillet   | Thirsk       | Royaume-Uni | Maiden                       |             | 1 600 m     | D. Gibson   | 4e / 13     | 4 ½         | Puissant              |
| 8 août       | Windsor      | Royaume-Uni | Maiden                       |             | 1 600 m     | B. Thomson  | 6e / 16     | 11          | Grecian Slippers      |
| 20 août      | Ripon        | Royaume-Uni | Harrogate Handicap           |             | 2 000 m     | L. Dettori  | 1er / 10    | 2 ½         | Bronze Maquette       |
| 10 septembre | Doncaster    | Royaume-Uni | Ladbroke Handicap            |             | 2 000 m     | B. Thomson  | 1er / 15    | tête        | Green Crusader        |
| 1er octobre  | Newmarket    | Royaume-Uni | Cambridge Handicap           |             | 1 800 m     | L. Dettori  | 1er / 30    | 2 ½         | Hunters of Brora      |
| 29 décembre  | Nad Al Sheba | Dubaï       | Madagan's Race               |             | 1 800 m     | J. Carroll  | 1er / 3     | 2 ½         | Alfawz Alwashek       |
| 1995, 4 ans  |              |             |                              |             |             |             |             |             |                       |
| 26 janvier   | Nad Al Sheba | Dubaï       | Al Maktoum Challenge Round 1 |             | 1 600 m     | J. Carroll  | 1er / 7     | 3/4         | Lower Egypt           |
| 26 février   | Nad Al Sheba | Dubaï       | Al Maktoum Challenge Round 2 |             | 2 000 m     | J. Carroll  | 1er / 9     | 4           | Rainbow Heights       |
| 8 juillet    | Sandown      | Royaume-Uni | Eclipse Stakes               | Gr. 1       | 2 000 m     | W. Swinburn | 1er / 8     | encolure    | Singspiel             |
| 15 août      | York         | Royaume-Uni | International Stakes         | Gr. 1       | 2 080 m     | W. Swinburn | 1er / 6     | 3 ½         | Bahri                 |
| 29 octobre   | Belmont Park | États-Unis  | Breeders' Cup Classic        | Gr. 1       | 2 000 m     | W. Swinburn | 11e / 11    | 19          | Cigar                 |
| 1996, 5 ans  |              |             |                              |             |             |             |             |             |                       |
| 3 mars       | Nad Al Sheba | Dubaï       | AlFuttaim Trophy             |             | 2 000 m     | L. Dettori  | 1er / 5     | 8           | Torrent               |
| 27 mars      | Nad Al Sheba | Dubaï       | Dubaï World Cup              | Gr. 1       | 2 000 m     | L. Dettori  | 11e / 11    | 24          | Cigar                 |
| 27 mai       | Longchamp    | France      | Prix d'Ispahan               | Gr. 1       | 1 850 m     | L. Dettori  | 1er / 4     | 1 ½         | Gunboat Diplomacy     |
| 6 juillet    | Sandown      | Royaume-Uni | Eclipse Stakes               | Gr. 1       | 2 000 m     | J. Reid     | 1er / 7     | encolure    | Bijou d'Inde          |
| 20 août      | York         | Royaume-Uni | International Stakes         | Gr. 1       | 2 080 m     | L. Dettori  | 1er / 6     | 3           | First Island          |
| 19 octobre   | Newmarket    | Royaume-Uni | Champion Stakes              | Gr. 1       | 2 000 m     | L. Dettori  | 2e / 6      | 2 ½         | Bosra Sham            |

## Au haras
Halling prend ses quartiers d'étalon à Dalham Stud en Angleterre, à £ 12 000 la saillie. Il y effectue toute sa carrière, hormis un intermède de trois saisons à Dubaï, et obtient d'honorables résultats avec cinq vainqueurs de groupe 1. Parmi ses meilleurs produits, on peut citer Cavalryman (Grand Prix de Paris), Jack Hobbs (Irish Derby), Cutlass Bay (Prix Ganay) ou encore Norse Dancer, qui a réussi le malheureux exploit de monter sur les podiums de six groupe 1 sans en remporter un seul. 
Retiré de la monte en 2014, Halling meurt deux ans plus tard, en février 2016.

## Origines
Halling est un fils de Diesis (1980-2006), meilleur 2 ans européen en 1982 grâce à ses victoires dans les Middle Park Stakes et les Dewhurst Stakes, mais qui ne put confirmer l'année suivante. Bien qu'il fût étalon aux États-Unis, où il a donné plusieurs vainqueurs de groupe 1, sa production s'est surtout distinguée en Europe, par l'intermédiaire des classiques Diminuendo, Love Divine ou Ramruma, mais aussi Elmaamul (Irish Champion Stakes, Eclipse Stakes). Il a donné en tout une quinzaine de vainqueurs de groupe 1.
Dance Machine, la mère de Halling, avait du talent, comme l'atteste sa victoire dans les Sweet Solera Stakes, une bonne course pour 2 ans. Au haras, elle a donné aussi la bonne sprinteuse Grazia (par Sharpo), deuxième des Phoenix Sprint Stakes (Gr.3). La deuxième mère, Never A Lady, avait montré de la qualité elle aussi, en prenant le premier accessit des John of Gaunt Stakes dans les années 70. 

### Pedigree
| Origines de Halling (USA), mâle alezan né en 1991 | Origines de Halling (USA), mâle alezan né en 1991 | Origines de Halling (USA), mâle alezan né en 1991 | Origines de Halling (USA), mâle alezan né en 1991 |
| ------------------------------------------------- | ------------------------------------------------- | ------------------------------------------------- | ------------------------------------------------- |
| Père Diesis                                       | Sharpen Up                                        | Atan                                              | Native Dancer                                     |
| Père Diesis                                       | Sharpen Up                                        | Atan                                              | Mixed Marriage                                    |
| Père Diesis                                       | Sharpen Up                                        | Rocchetta                                         | Rockfella                                         |
| Père Diesis                                       | Sharpen Up                                        | Rocchetta                                         | Chambiges                                         |
| Père Diesis                                       | Doubly Sure                                       | Reliance                                          | Tantième                                          |
| Père Diesis                                       | Doubly Sure                                       | Reliance                                          | Queen of Speed                                    |
| Père Diesis                                       | Doubly Sure                                       | Soft Angels                                       | Crepello                                          |
| Père Diesis                                       | Doubly Sure                                       | Soft Angels                                       | Sweet Angel                                       |
| Mère Dance Machine                                | Green Dancer                                      | Nijinsky                                          | Northern Dancer                                   |
| Mère Dance Machine                                | Green Dancer                                      | Nijinsky                                          | Flaming Page                                      |
| Mère Dance Machine                                | Green Dancer                                      | Green Valley                                      | Val de Loir                                       |
| Mère Dance Machine                                | Green Dancer                                      | Green Valley                                      | Sly Pola                                          |
| Mère Dance Machine                                | Never A Lady                                      | Pontifex                                          | Jaipur                                            |
| Mère Dance Machine                                | Never A Lady                                      | Pontifex                                          | Pontivy                                           |
| Mère Dance Machine                                | Never A Lady                                      | Camogie                                           | Celtic Ash                                        |
| Mère Dance Machine                                | Never A Lady                                      | Camogie                                           | Mesopotamia (famille 10-c)                        |